# Tour des Flandres féminin 2016
La 13e édition du Tour des Flandres féminin a lieu le 3 avril 2016. C'est la cinquième épreuve de l'UCI World Tour féminin 2016. Elle est remportée par la Britannique Elizabeth Armitstead.

## Présentation
Ce Tour des Flandres est la deuxième des deux classiques flandriennes inscrites à l'UCI World Tour, une semaine après Gand-Wevelgem.

### Équipes
Trente équipes UCI participent à ce Tour des Flandres.
| Équipes féminines professionnelles (30)- Alé Cipollini - Aromitalia Vaiano - Astana Women's - BePink - Bizkaia-Durango - Boels Dolmans - BMS BIRN - BTC City Ljubljana - Canyon-SRAM Racing - Cervélo Bigla - Cylance - Drops - Hitec Products - Lares-Waowdeals Women - Lensworld-Zannata - Liv-Plantur - Lointek - Lotto Soudal Ladies - Orica-AIS - Parkhotel Valkenburg - Podium Ambition-Club La Santa - Poitou-Charentes.Futuroscope.86 - Rabo Liv Women - Servetto Footon - Tibco-Silicon Valley Bank - Top Girls Fassa Bortolo - Topsport Vlaanderen-Etixx - Twenty16-Ridebiker - UnitedHealthcare - Wiggle High5 |
| |

### Parcours
- Parcours principal
- Final

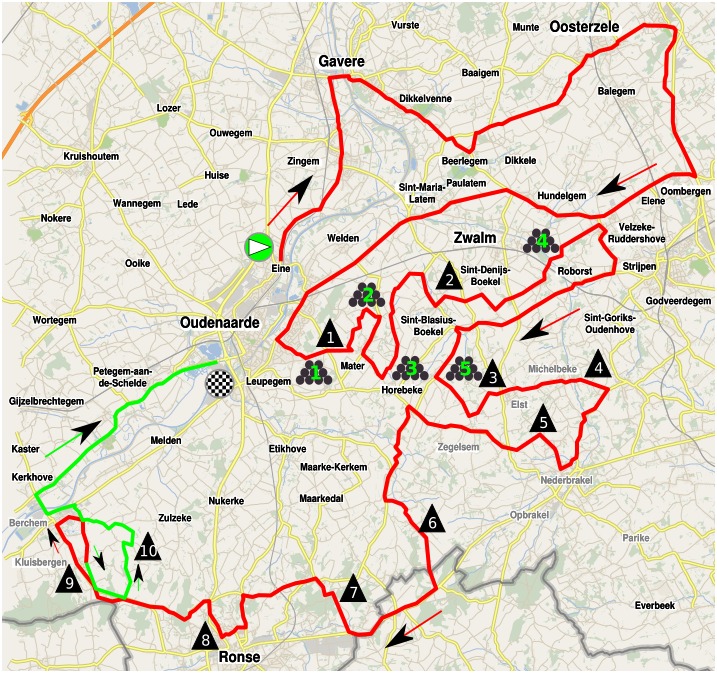
Note: Oudenaarde est le nom néerlandais d'Audenarde et Ronse celui de Renaix

Le parcours de la course, long de 142,1 km, démarre de la Grand-Place d'Audenarde. Il fait tout d'abord une boucle vers le nord sans grande difficulté en empruntant des routes larges. La course passe ainsi à Gavere et Oosterzele avant de se diriger vers Audenarde. Au kilomètre quarante-six, le premier mont est escaladé : il s'agit du Wolvenberg. À partir de là et jusqu'au kilomètre cent-dix, le circuit est le même que celui des hommes (kilomètre 125 - 190 pour eux). Le circuit emprunte ensuite le final du parcours masculin jusqu'au bout (à partir du kilomètre 227). Le vieux Quaremont puis le Paterberg sont montés. Ce dernier est placé à treize kilomètres du but. L'arrivée est située dans la Minderbroederstraat d'Audenarde.
Comparé à l'édition précédente, le secteur pavé d'Holleweg est remplacé par celui de Jagerij à cause de travaux en cours. L'objectif est de conserver le Molenberg dans le circuit.
Dix monts sont au programme de cette édition, pour la plupart recouverts de pavés :
| Mont | Nom             | Km    | Revêtement | Longueur (m) | Pente moyenne | Km de l'arrivée |
| ---- | --------------- | ----- | ---------- | ------------ | ------------- | --------------- |
| 1    | Wolvenberg      | 46,1  | asphalte   | 666          | 6,8 %         | 95,1            |
| 2    | Molenberg       | 58,4  | pavés      | 463          | 7 %           | 82,8            |
| 3    | Leberg          | 78,9  | asphalte   | 700          | 6,1 %         | 62,3            |
| 4    | Berendries      | 82,9  | asphalte   | 940          | 7 %           | 58,3            |
| 5    | Valkenberg      | 88,3  | asphalte   | 540          | 8,1 %         | 52,9            |
| 6    | Kaperij (nl)    | 99    | pavés      | 1 250        | 5 %           | 42,2            |
| 7    | Kanarieberg     | 106,3 | asphalte   | 1 000        | 7,7 %         | 34,9            |
| 8    | Kruisberg       | 114,7 | asphalte   | 2 500        | 5 %           | 26,5            |
| 9    | Vieux Quaremont | 125,5 | pavés      | 2 200        | 4 %           | 16,7            |
| 10   | Paterberg       | 127,9 | pavés      | 360          | 12,9 %        | 13,2            |

En plus des traditionnels monts, il y a cinq secteurs pavés répartis sur 30 km :
| Secteur | Nom                | Km   | Longueur (m) | Km de l'arrivée |
| ------- | ------------------ | ---- | ------------ | --------------- |
| 1       | Ruitersstraat (nl) | 46,2 | 800          | 95              |
| 2       | Kerkgate           | 49,5 | 2 650        | 91,7            |
| 3       | Jagerij            | 49,9 | 800          | 88,5            |
| 4       | Paddestraat        | 63,4 | 2 300        | 77,8            |
| 5       | Haaghoek (nl)      | 75,9 | 2 000        | 66              |

## Récit de la course
Thalita de Jong s'échappe après la Paddestraat. Elle est prise en chasse par Iris Slappendel, mais celle-ci ne parvient pas à rejoindre sa compatriote. La première est finalement rejointe au pied du Kaperij sur l'impulsion de l'équipe Boels Dolmans. Anouska Koster également de l'équipe Rabo Liv Women contre mais ne crée pas d'écart significatif. Sur le Kanarieberg, Megan Guarnier et Pauline Ferrand-Prévot hausse le rythme et font la sélection. Au sommet, seule une vingtaine de coureuses sont encore en tête. Ellen van Dijk maintient une cadence élevée sur les pentes du vieux Quaremont. Elisa Longo Borghini y tente une attaque mais est suivie par les autres favorites. Sur le replat suivant l'ascension, Emma Johansson place une accélération décisive suivie seulement par Elizabeth Armitstead. La Britannique réalise la majorité des relais jusqu'à l'arrivée où elle devance néanmoins la Suédoise d'une demi-roue.

## Classements

### Classement final
| Classement final | Classement final       | Classement final | Classement final | Classement final   |
|                  | Coureur                | Pays             | Équipe           | Temps              |
| ---------------- | ---------------------- | ---------------- | ---------------- | ------------------ |
| 1er              | Elizabeth Armitstead   | Royaume-Uni      | Boels Dolmans    | en 3 h 43 min 27 s |
| 2e               | Emma Johansson         | Suède            | Wiggle High5     | m.t.               |
| 3e               | Chantal Blaak          | Pays-Bas         | Boels Dolmans    | +2 s               |
| 4e               | Megan Guarnier         | États-Unis       | Boels Dolmans    | +2 s               |
| 5e               | Elisa Longo Borghini   | Italie           | Wiggle High5     | +2 s               |
| 6e               | Ellen van Dijk         | Pays-Bas         | Boels Dolmans    | +2 s               |
| 7e               | Annemiek van Vleuten   | Pays-Bas         | Orica-AIS        | +2 s               |
| 8e               | Pauline Ferrand-Prévot | France           | Rabo Liv Women   | +2 s               |
| 9e               | Claudia Lichtenberg    | Allemagne        | Lotto Soudal     | +2 s               |
| 10e              | Katarzyna Niewiadoma   | Pologne          | Rabo Liv Women   | +8 s               |
| modifier         |                        |                  |                  |                    |

### UCI World Tour
| Position           | 1er | 2e  | 3e | 4e | 5e | 6e | 7e | 8e | 9e | 10e | 11e | 12e | 13e | 14e | 15e | 16e | 17e | 18e | 19e | 20e |
| Classement général | 120 | 100 | 85 | 70 | 60 | 50 | 40 | 35 | 30 | 25  | 20  | 18  | 16  | 14  | 12  | 10  | 8   | 6   | 4   | 2   |

#### Classement individuel
Ci-dessous, le classement individuel de l'UCI World Tour à l'issue de la course.

#### Classement par pays
Ci-dessous, le classement par pays de l'UCI World Tour à l'issue de la course.

#### Classement par équipes
Ci-dessous, le classement par équipes de l'UCI World Tour à l'issue de la course.

## Liste des participantes
| Légende | Légende                                                                    | Légende | Légende                                                    |
| ------- | -------------------------------------------------------------------------- | ------- | ---------------------------------------------------------- |
| Num     | Dossard de départ porté par le coureur sur ce Tour des Flandres            | Pos     | Position à l'arrivée de la course                          |
|         | Indique un maillot de champion national ou mondial, suivi de sa spécialité | NP      | Indique un coureur qui n'a pas pris le départ de la course |
| AB      | Indique un coureur qui n'a pas terminé la course                           | HD      | Indique un coureur qui a terminé la course hors des délais |

| Wiggle High5 WHT                    | Wiggle High5 WHT             | Wiggle High5 WHT |
| ----------------------------------- | ---------------------------- | ---------------- |
| Num                                 | Coureur                      | Pos              |
| 1                                   | Elisa Longo Borghini (ITA )  | 5e               |
| 2                                   | Jolien D'Hoore (BEL) (route) | 27e              |
| 3                                   | Emma Johansson (SWE) (route) | 2e               |
| 4                                   | Audrey Cordon (FRA)          | 57e              |
| 5                                   | Chloe Hosking (AUS)          | 96e              |
| 6                                   | Amy Pieters (NED)            | 21e              |
| Directeur sportif : Egon van Kessel |                              |                  |

| Boels Dolmans DLT              | Boels Dolmans DLT                  | Boels Dolmans DLT |
| ------------------------------ | ---------------------------------- | ----------------- |
| Num                            | Coureur                            | Pos               |
| 11                             | Elizabeth Armitstead (GBR) (route) | 1re               |
| 12                             | Chantal Blaak (NED)                | 3e                |
| 13                             | Ellen van Dijk (NED)               | 6e                |
| 14                             | Christine Majerus (LUX) (route)    | 50e               |
| 15                             | Megan Guarnier (USA) (route)       | 4e                |
| 16                             | Evelyn Stevens (USA )              | 63e               |
| Directeur sportif : Danny Stam |                                    |                   |

| Rabo Liv Women RBW                  | Rabo Liv Women RBW                   | Rabo Liv Women RBW |
| ----------------------------------- | ------------------------------------ | ------------------ |
| Num                                 | Coureur                              | Pos                |
| 21                                  | Lucinda Brand (NED) (route)          | 48e                |
| 22                                  | Anna van der Breggen (NED)           | 24e                |
| 23                                  | Pauline Ferrand-Prévot (FRA) (route) | 8e                 |
| 24                                  | Thalita de Jong (NED)                | 49e                |
| 25                                  | Anouska Koster (NED)                 | 88e                |
| 26                                  | Katarzyna Niewiadoma (POL)           | 10e                |
| Directeur sportif : Koos Moerenhout |                                      |                    |

| Canyon-SRAM Racing LPR          | Canyon-SRAM Racing LPR         | Canyon-SRAM Racing LPR |
| ------------------------------- | ------------------------------ | ---------------------- |
| Num                             | Coureur                        | Pos                    |
| 31                              | Elena Cecchini (ITA) (route)   | 19e                    |
| 32                              | Tiffany Cromwell (AUS )        | 34e                    |
| 33                              | Lisa Brennauer (GER)           | 17e                    |
| 34                              | Alena Amialiusik (BLR) (route) | 64e                    |
| 35                              | Alexis Ryan (USA )             | 87e                    |
| 36                              | Barbara Guarischi (ITA)        | AB                     |
| Directeur sportif : Ronny Lauke |                                |                        |

| Cervélo Bigla CBT                  | Cervélo Bigla CBT                | Cervélo Bigla CBT |
| ---------------------------------- | -------------------------------- | ----------------- |
| Num                                | Coureur                          | Pos               |
| 41                                 | Ashleigh Moolman-Pasio (RSA)     | 31e               |
| 42                                 | Joëlle Numainville (CAN) (route) | 18e               |
| 43                                 | Carmen Small (USA)               | NP?               |
| 44                                 | Lotta Lepistö (FIN) (route)      | 28e               |
| 45                                 | Stephanie Pohl (GER)             | AB                |
| 46                                 | Clara Koppenburg (GER)           | 70e               |
| Directeur sportif : Thomas Campana |                                  |                   |

| Orica-AIS OGE                  | Orica-AIS OGE               | Orica-AIS OGE |
| ------------------------------ | --------------------------- | ------------- |
| Num                            | Coureur                     | Pos           |
| 51                             | Annemiek Van Vleuten (NED)  | 7e            |
| 52                             | Gracie Elvin (AUS)          | 11e           |
| 53                             | Amanda Spratt (AUS) (route) | 15e           |
| 54                             | Lizzie Williams (AUS)       | 35e           |
| 55                             | Loren Rowney (AUS)          | 100e          |
| 56                             | Sarah Roy (AUS)             | 25e           |
| Directeur sportif : Gene Bates |                             |               |

| Hitec Products HPU               | Hitec Products HPU        | Hitec Products HPU |
| -------------------------------- | ------------------------- | ------------------ |
| Num                              | Coureur                   | Pos                |
| 61                               | Charlotte Becker (GER)    | AB                 |
| 62                               | Emilie Moberg (NOR)       | 41e                |
| 63                               | Tatiana Guderzo (ITA)     | 81e                |
| 64                               | Janicke Gunvaldsen ( NOR) | AB                 |
| 65                               | Julie Leth ( DEN)         | 40e                |
| 66                               | Lauren Kitchen ( AUS)     | 26e                |
| Directeur sportif : Bart Lismont |                           |                    |

| Cylance CPC                        | Cylance CPC                 | Cylance CPC |
| ---------------------------------- | --------------------------- | ----------- |
| Num                                | Coureur                     | Pos         |
| 71                                 | Rossella Ratto (ITA )       | 13e         |
| 72                                 | Valentina Scandolara (ITA ) | AB          |
| 73                                 | Rachele Barbieri (ITA )     | 107e        |
| 74                                 | Alison Tetrick (USA)        | 66e         |
| 75                                 | Sheyla Gutierrez Ruiz (ESP) | 29e         |
| Directeur sportif : Manel Lacambra |                             |             |

| Tibco-SVB TIB                     | Tibco-SVB TIB                  | Tibco-SVB TIB |
| --------------------------------- | ------------------------------ | ------------- |
| Num                               | Coureur                        | Pos           |
| 81                                | Lauren Stephens (USA)          | AB            |
| 82                                | Emily Colins (USA)             | AB            |
| 83                                | Lauren Hall (USA)              | AB            |
| 84                                | Joanne Marie Kiesanowski (NZL) | 53e           |
| 85                                | Lauren Komanski (USA)          | 109e          |
| 86                                | Brianna Walle (USA)            | 23e           |
| Directeur sportif : Edward Beamon |                                |               |

| Liv-Plantur TLP                     | Liv-Plantur TLP        | Liv-Plantur TLP |
| ----------------------------------- | ---------------------- | --------------- |
| Num                                 | Coureur                | Pos             |
| 91                                  | Leah Kirchmann (CAN)   | 55e             |
| 92                                  | Floortje Mackaij (NED) | 47e             |
| 93                                  | Sara Mustonen (SWE)    | AB              |
| 94                                  | Julia Soek (NED )      | AB              |
| 95                                  | Rozanne Slik (NED)     | 90e             |
| 96                                  | Carlee Taylor (AUS)    | 73e             |
| Directeur sportif : Hans Timmermans |                        |                 |

| UnitedHealthcare Women's UHC    | UnitedHealthcare Women's UHC | UnitedHealthcare Women's UHC |
| ------------------------------- | ---------------------------- | ---------------------------- |
| Num                             | Coureur                      | Pos                          |
| 101                             | Linda Villumsen (NZL )       | 45e                          |
| 102                             | Iris Slappendel (NED)        | 95e                          |
| 103                             | Annie Ewart (CAN)            | AB                           |
| 104                             | Katie Hall (USA)             | 62e                          |
| 105                             | Diana Penuela Martinez (COL) | 93e                          |
| 106                             | Coryn Rivera (USA )          | 16e                          |
| Directeur sportif : Rachel Heal |                              |                              |

| Poitou Charentes Futuroscope 86 FUT | Poitou Charentes Futuroscope 86 FUT | Poitou Charentes Futuroscope 86 FUT |
| ----------------------------------- | ----------------------------------- | ----------------------------------- |
| Num                                 | Coureur                             | Pos                                 |
| 111                                 | Roxane Fournier (FRA)               | AB                                  |
| 112                                 | Greta Richioud (FRA)                | AB                                  |
| 113                                 | Aude Biannic (FRA)                  | AB                                  |
| 114                                 | Coralie Demay (FRA)                 | AB                                  |
| 115                                 | Eugénie Duval (FRA)                 | AB                                  |
| 116                                 | Amélie Rivat (FRA)                  | 58e                                 |
| Directeur sportif : Nicolas Marche  |                                     |                                     |

| BTC City Ljubljana BTC           | BTC City Ljubljana BTC        | BTC City Ljubljana BTC |
| -------------------------------- | ----------------------------- | ---------------------- |
| Num                              | Coureur                       | Pos                    |
| 121                              | Eugenia Bujak (POL) (route)   | 30e                    |
| 122                              | Anja Plichta (SLO)            | 67e                    |
| 123                              | Jelena Eric (SRB)             | AB                     |
| 124                              | Polona Batagelj (SLO) (route) | 56e                    |
| 125                              | Spela Kern (SLO)              | 89e                    |
| 126                              | Ursa Pintar (SLO)             | AB                     |
| Directeur sportif : Gorazd Penko |                               |                        |

| Bepink BPK                      | Bepink BPK              | Bepink BPK |
| ------------------------------- | ----------------------- | ---------- |
| Num                             | Coureur                 | Pos        |
| 131                             | Olga Zabelinskaya (RUS) | 14e        |
| 132                             | Lenore Pipes (GUM)      | 69e        |
| 133                             | Silvia Valsecchi (ITA)  | 104e       |
| 134                             | Lex Albrecht (CAN)      | 99e        |
| 135                             | Ilaria Sanguineti (ITA) | 103e       |
| 136                             | Tereza Medvedová (SVK)  | AB         |
| Directeur sportif : Walter Zini |                         |            |

| Astana Women's ASA                 | Astana Women's ASA      | Astana Women's ASA |
| ---------------------------------- | ----------------------- | ------------------ |
| Num                                | Coureur                 | Pos                |
| 141                                | Tatiana Antoshina (RUS) | AB                 |
| 142                                | Sofia Bertizzolo (ITA)  | 98e                |
| 143                                | Kseniia Dobrynina (RUS) | AB                 |
| 145                                | Natalya Sokovnina (KAZ) | AB                 |
| Directeur sportif : Claudio Turato |                         |                    |

| Alé Cipollini ALE                        | Alé Cipollini ALE              | Alé Cipollini ALE |
| ---------------------------------------- | ------------------------------ | ----------------- |
| Num                                      | Coureur                        | Pos               |
| 151                                      | Marta Bastianelli (ITA)        | 74e               |
| 152                                      | Ane Santesteban Gonzalez (ESP) | AB                |
| 153                                      | Anna Trevisi (ITA)             | AB                |
| 154                                      | Dalia Muccioli (ITA)           | AB                |
| 155                                      | Małgorzata Jasińska (POL)      | 22e               |
| 156                                      | Emilia Fahlin (SWE)            | 39e               |
| Directeur sportif : Fortunato Lacquaniti |                                |                   |

| Lotto Soudal LBL                   | Lotto Soudal LBL          | Lotto Soudal LBL |
| ---------------------------------- | ------------------------- | ---------------- |
| Num                                | Coureur                   | Pos              |
| 161                                | Claudia Lichtenberg (GER) | 9e               |
| 162                                | Lieselot Decroix (BEL)    | AB               |
| 163                                | Sofie De Vuyst (BEL)      | 32e              |
| 164                                | Susanna Zorzi (ITA)       | 44e              |
| 165                                | Lotte Kopecky (BEL)       | 33e              |
| 166                                | Jessie Daams (BEL)        | 12e              |
| Directeur sportif : Ivan Depoorter |                           |                  |

| Parkhotel Valkenburg PHV        | Parkhotel Valkenburg PHV | Parkhotel Valkenburg PHV |
| ------------------------------- | ------------------------ | ------------------------ |
| Num                             | Coureur                  | Pos                      |
| 171                             | Natalie van Gogh (NED)   | AB                       |
| 172                             | Janneke Ensing (NED)     | 72e                      |
| 173                             | Esra Tromp (NED)         | 86e                      |
| 174                             | Jip van den Bos (NED)    | 85e                      |
| 175                             | Chanela Stougje (NED)    | 71e                      |
| 176                             | Ilona Hoeksma (NED)      | 92e                      |
| Directeur sportif : Raymond Rol |                          |                          |

| Lensworld-Zannata-Etixx LZE             | Lensworld-Zannata-Etixx LZE     | Lensworld-Zannata-Etixx LZE |
| --------------------------------------- | ------------------------------- | --------------------------- |
| Num                                     | Coureur                         | Pos                         |
| 181                                     | Alice Maria Arzuffi (ITA)       | 78e                         |
| 182                                     | Nina Kessler (NED)              | 83e                         |
| 183                                     | Kaat Hannes (BEL)               | 52e                         |
| 184                                     | Flávia Oliveira (BRA)           | 59e                         |
| 185                                     | Maria Giulia Confalonieri (ITA) | 20e                         |
| 186                                     | Oxana Kozonchuk (RUS)           | 97e                         |
| Directeur sportif : Heidi Van De Vijver |                                 |                             |

| Topsport Vlaanderen-Etixx VLL    | Topsport Vlaanderen-Etixx VLL | Topsport Vlaanderen-Etixx VLL |
| -------------------------------- | ----------------------------- | ----------------------------- |
| Num                              | Coureur                       | Pos                           |
| 191                              | Kelly Druyts (BEL)            | AB                            |
| 192                              | Gilke Croket (BEL)            | AB                            |
| 193                              | Jessy Druyts (BEL)            | AB                            |
| 194                              | Valerie Demey (BEL)           | 51e                           |
| 195                              | Kelly Van den Steen (BEL)     | 54e                           |
| 196                              | Saartje Vandenbroucke (BEL)   | 46e                           |
| Directeur sportif : Dayv Wijnant |                               |                               |

| Servetto Footon SEF               | Servetto Footon SEF           | Servetto Footon SEF |
| --------------------------------- | ----------------------------- | ------------------- |
| Num                               | Coureur                       | Pos                 |
| 201                               | Abby-Mae Parkinson (GBR)      | AB                  |
| 202                               | Nicole Brändli (SUI)          | 61e                 |
| 203                               | Maria Vittoria Sperotto (ITA) | AB                  |
| 204                               | Anna Potokina (RUS)           | 102e                |
| 205                               | Katia Ragusa (ITA)            | 106e                |
| 206                               | Molly Meyvisch (BEL)          | AB                  |
| Directeur sportif : Dario Rossino |                               |                     |

| Inpa Bianchi ISG                     | Inpa Bianchi ISG               | Inpa Bianchi ISG |
| ------------------------------------ | ------------------------------ | ---------------- |
| Num                                  | Coureur                        | Pos              |
| 211                                  | Anna Zita Maria Stricker (ITA) | 36e              |
| 212                                  | Lara Vieceli (ITA)             | AB               |
| 213                                  | Ana Maria Covrig (ROM)         | AB               |
| 214                                  | Sara Olsson (SWE)              | AB               |
| 215                                  | Tetiana Riabchenko (UKR)       | 80e              |
| 216                                  | Claudia Cretti (ITA)           | AB               |
| Directeur sportif : Giuseppe Lanzoni |                                |                  |

| Twenty16-Ridebiker T16          | Twenty16-Ridebiker T16      | Twenty16-Ridebiker T16 |
| ------------------------------- | --------------------------- | ---------------------- |
| Num                             | Coureur                     | Pos                    |
| 221                             | Alison Jackson (USA)        | 42e                    |
| 223                             | Jessica Cerra (USA)         | 77e                    |
| 224                             | Kaitlin Antonneau (USA)     | 65e                    |
| 225                             | Leah Thomas (USA)           | 84e                    |
| 226                             | Sofia Arreola Navarro (MEX) | 91e                    |
| Directeur sportif : Mari Holden |                             |                        |

| Aromitalia Vaiano VAI              | Aromitalia Vaiano VAI     | Aromitalia Vaiano VAI |
| ---------------------------------- | ------------------------- | --------------------- |
| Num                                | Coureur                   | Pos                   |
| 231                                | Monia Baccaille (ITA)     | AB                    |
| 232                                | Beatrice Bartelloni (ITA) | AB                    |
| 233                                | Alessia Bulleri (ITA)     | AB                    |
| 234                                | Rasa Leleivytė (LTU)      | 38e                   |
| 235                                | Elena Franchi (ITA)       | 110e                  |
| 236                                | Alessia Martini (ITA)     | AB                    |
| Directeur sportif : Matteo Ferrari |                           |                       |

| Lares-Waowdeals Women LWW       | Lares-Waowdeals Women LWW | Lares-Waowdeals Women LWW |
| ------------------------------- | ------------------------- | ------------------------- |
| Num                             | Coureur                   | Pos                       |
| 241                             | Monique van de Ree (NED)  | 68e                       |
| 242                             | Eileen Roe (GBR)          | 37e                       |
| 243                             | Jesse Vandenbulcke (BEL)  | 101e                      |
| 244                             | Sara Penton (SWE)         | 108e                      |
| 245                             | Shana Van Glabeke (BEL)   | AB                        |
| 246                             | Sarah Rijkes (AUT)        | AB                        |
| Directeur sportif : Marc Bracke |                           |                           |

| Lointek LTK                             | Lointek LTK                 | Lointek LTK |
| --------------------------------------- | --------------------------- | ----------- |
| Num                                     | Coureur                     | Pos         |
| 251                                     | Gloria Rodriguez (ESP)      | AB          |
| 252                                     | Rocio del Alba Garcia (ESP) | AB          |
| 253                                     | Alba Teruel (ESP)           | 105e        |
| 254                                     | Aurore Verhoeven (FRA)      | AB          |
| 255                                     | Alicia Gonzalez (ESP)       | 94e         |
| 255                                     | Maria del Mar Bonnin (ESP)  | AB          |
| Directeur sportif : Maria Teodora Ruano |                             |             |

| Podium Ambition PAC                | Podium Ambition PAC         | Podium Ambition PAC |
| ---------------------------------- | --------------------------- | ------------------- |
| Num                                | Coureur                     | Pos                 |
| 261                                | Sara Headley (USA)          | AB                  |
| 262                                | Sharon Laws (GBR)           | 79e                 |
| 263                                | Gabriella Shaw (GBR)        | AB                  |
| 264                                | Grace Garner (GBR)          | AB                  |
| 265                                | Elizabeth-Jane Harris (GBR) | AB                  |
| 266                                | Claire Rose (GBR)           | AB                  |
| Directeur sportif : Richard Storey |                             |                     |

| BMS Birn BMS                           | BMS Birn BMS                      | BMS Birn BMS |
| -------------------------------------- | --------------------------------- | ------------ |
| Num                                    | Coureur                           | Pos          |
| 271                                    | Camilla Mollebro (DEN)            | AB           |
| 272                                    | Pernille Mathiesen (DEN)          | AB           |
| 275                                    | Christina Siggaard (DEN)          | AB           |
| 276                                    | Tine Rasch Hansen (DEN)           | AB           |
| ?                                      | Louise Norman Hansen (DEN)        | AB           |
| ?                                      | Margriet Helena Kloppenburg (DEN) | AB           |
| Directeur sportif : Handberg Madsen Bo |                                   |              |

| Top Girls Fassa Bortolo TOG      | Top Girls Fassa Bortolo TOG | Top Girls Fassa Bortolo TOG |
| -------------------------------- | --------------------------- | --------------------------- |
| Num                              | Coureur                     | Pos                         |
| 281                              | Irene Bitto (ITA)           | AB                          |
| 282                              | Nicole Dal Santo (ITA)      | AB                          |
| 283                              | Nadia Quagliotto (ITA)      | AB                          |
| 284                              | Elena Leonardi (ITA)        | AB                          |
| 285                              | Asja Paladin (ITA)          | AB                          |
| 286                              | Soraya Paladin (ITA)        | 82e                         |
| Directeur sportif : Lucio Rigato |                             |                             |

| Drops DRP                      | Drops DRP             | Drops DRP |
| ------------------------------ | --------------------- | --------- |
| Num                            | Coureur               | Pos       |
| 291                            | Laura Massey (GBR)    | 75e       |
| 292                            | Rebecca Durrell (GBR) | AB        |
| 293                            | Lucy Shaw (GBR)       | AB        |
| 294                            | Jennifer George (GBR) | 76e       |
| 295                            | Tamiko Butler (ANT)   | AB        |
| 296                            | Sophie Coleman (GBR)  | AB        |
| Directeur sportif : Bob Varney |                       |           |